# Albacete (tartomány)
Albacete tartomány egy tartomány Spanyolországban, Kasztília-La Mancha autonóm közösségben.